# Marguerite de Saxe (1840-1858)
Pour les articles homonymes, voir Marguerite de Saxe (1900-1962).

Le royaume de Saxe

Marguerite Caroline Frédérique Cécile Auguste Amélie Joséphine Elisabeth Marie Jeanne de Saxe, née le 24 mai 1840 à Dresde et morte le 15 septembre 1858 à Monza, fut par mariage la belle-sœur de l'empereur François-Joseph Ier d'Autriche.

## Un destin familial tragique
Fille du duc Jean de Saxe, frère cadet du roi Frédéric-Auguste II de Saxe, et d'Amélie de Bavière, la duchesse Marguerite était la huitième d'une fratrie de neuf dont la plupart connurent une fin prématurée :
- Marie (1827-1857)
- Albert (1828-1902), en 1853 il épousa Caroline, princesse de Vasa (1833-1907), fille du prétendant au trône de Suède.
- Elisabeth (1830-1912), en 1850 elle épousa Ferdinand de Savoie, duc de Gênes (1822-1854), veuve elle épousa en 1856 Nicolas de Rapello (suicide en 1882)
- Ernest (1831-1847)
- Georges (1832-1904), en 1861, il épousa Marie-Anne de Portugal (1843-1884)
- Sidonie (1834-1862) sans alliance
- Anne de Saxe (1836-1859), en 1856 elle épousa le grand-duc Ferdinand IV de Toscane (1835-1908)
- Sophie de Saxe (1845-1867), en 1865 elle épousa le duc Charles-Théodore en Bavière, beau-frère de l'Empereur d'Autriche François-Joseph Ier, frère de Sissi et de la duchesse d'Alençon, qui, profondément marqué par la mort de sa femme, devint médecin puis un ophtalmologue réputé.

## Révolutions et mariages
Les premières années de Marguerite furent endeuillées par la mort de son frère Ernest qui mourut à 16 ans en 1847 et par les émeutes de la révolution de 1848 qui poussèrent son grand-père maternel le roi Louis Ier de Bavière à abdiquer. En 1849; fuyant les émeutiers,  la famille royale de Saxe doit se réfugier quelque temps dans la Forteresse de Königstein. En Autriche, le chancelier Metternich s'enfuit également et l'empereur Ferdinand Ier abdique en faveur de son neveu François-Joseph Ier, un cousin utérin de Marguerite puisque leurs mères étaient sœurs.
Le 3 mai 1849 fut proclamée à Dresde la République de Saxe qui fut abolie par les troupes prussiennes dès le 9 mai suivant. L'ordre fut sévèrement rétabli et les années 1850 s'annonçaient sous de charmants hospices puisque les princes et princesses de Saxe atteignaient l'âge de se marier.
En 1853 Marguerite, qui avait 13 ans, assista au mariage romantique de son frère aîné, le duc Albert qui était promis au trône puisque leur oncle et tante, le Frédéric-Auguste II de Saxe et la reine née Marie de Bavière, n'avaient pas d'enfant. 
Albert épousa contre l'avis de sa Maison, Caroline, princesse de Vasa, petite- fille du roi Gustave IV de Suède qui avait été détrôné en 1809. Très belle, la fiancée n'était pas cependant un parti convenable pour un futur souverain. En effet, cette union risquait de créer bien des problèmes diplomatiques. De plus les parents de la princesse étaient divorcés et la princesse s'était convertie au catholicisme sans l'assentiment de son père. Le prince suivit cependant son inclination. Le mariage fut heureux bien qu'il fût stérile. 
La même année vit arriver à la cour de Saxe, le jeune empereur d'Autriche, François-Joseph Ier. Sa Majesté Impériale, dûment mandaté par sa mère l'archiduchesse Sophie, cherchait une épouse. Un projet de mariage avec la princesse Anne de Prusse avait fait long feu, la cour rivale de Prusse ne désirant pas s'allier à celle de Vienne. L'empereur d'Autriche se tourna donc vers les puissances secondaires de l'Allemagne dont les souverains étaient également de proches parents. La duchesse Sidonie de Saxe, âgée de 19 ans, fut proposée mais ne plut pas au souverain autrichien, qui l'année suivante épousa une autre de ses cousines Élisabeth de Wittelsbach ("Sissi").
Celle-ci avait pendant son adolescence correspondu affectueusement avec l'archiduc Charles-Louis d'Autriche, frère cadet de l'empereur et leurs familles envisageaient comme probable l'union des deux jeunes gens. Le prince Georges de Saxe, frère de Marguerite et cousin d’Élisabeth mais aussi de Charles-Louis, avait également été considéré comme un parti possible pour "Sissi".
Le mariage surprise de la petite bavaroise (qui n'avait pas 16 ans) avec l'empereur d'Autriche remettait en cause les projets matrimoniaux de leurs familles.

## Premiers malheurs
La même année 1854 fut cependant le début des malheurs privés de la famille royale de Saxe : la princesse Élisabeth qui avait épousé le duc de Gênes, frère cadet du roi de Sardaigne, se retrouva veuve à l'âge de 24 ans avec deux enfants en bas âge. En 1856, elle se remaria secrètement avec son chambellan le marquis de Rapallo. Le scandale fut immense à la cour de Turin. Élisabeth et son mari furent chassés du palais. Élisabeth ne revit jamais ses enfants.
Entre-temps, la mort accidentelle du roi Frédéric-Auguste II de Saxe avait propulsé sur le trône saxon son frère qui se fit appeler Jean Ier de Saxe. Celui-ci avait épousé en 1827 Amélie de Bavière, fille du roi Louis Ier, qui lui avait donné neuf enfants. Marguerite était la huitième de la fratrie.
Durant l'année 1856 également, Anne Marie de Saxe, sœur de Marguerite, épousait à 20 ans Ferdinand de Toscane, prince de Florence, fils aîné et héritier du grand-duc Léopold II de Toscane.

## Un mariage heureux

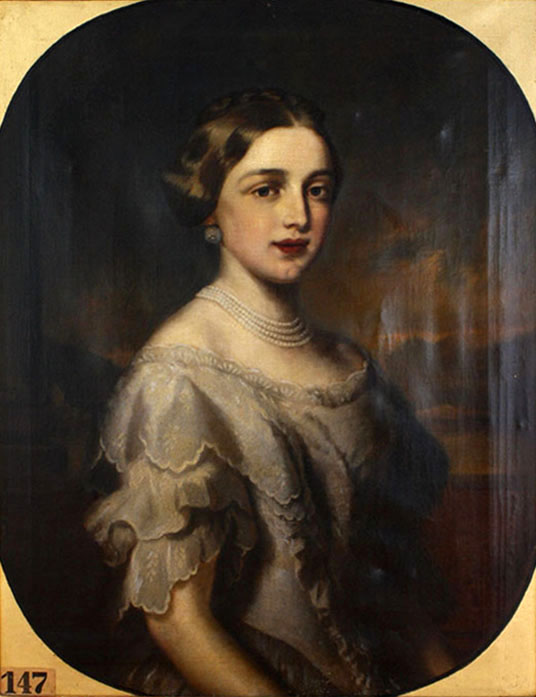
Marguerite de Saxe

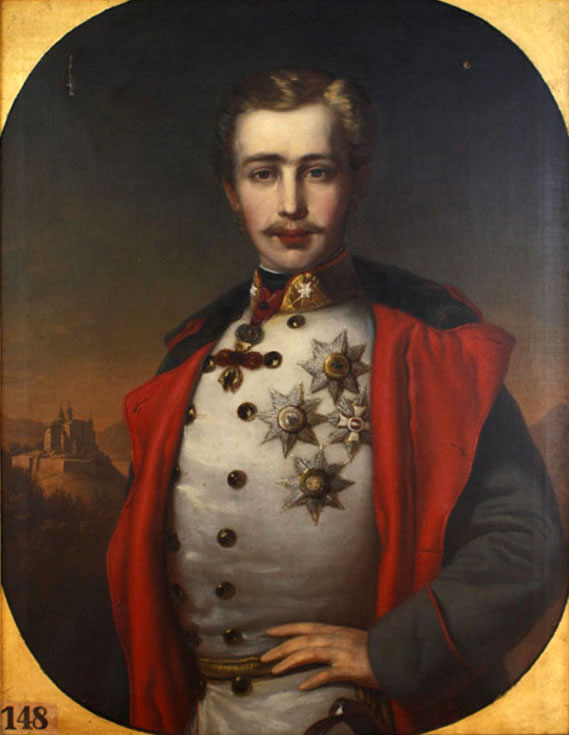
L'archiduc Charles-Louis

Peu après, le 4 novembre 1856, Marguerite de Saxe épousa à Dresde  son cousin utérin Charles-Louis d’Autriche (1833-1896), frère cadet de l'empereur François-Joseph Ier. 
L'archiduc ayant été nommé par son frère gouverneur du Tyrol, le jeune couple s'installa à Innsbruck. 
Le mariage fut heureux mais stérile.

## Une danse macabre
En 1857, Marguerite perdit sa sœur aînée, Marie, qui venait d'avoir 30 ans et qui eut le triste honneur d'inaugurer la danse macabre des filles des souverains saxons.
Après avoir célébré avec la famille impériale la naissance de l'archiduc héritier Rodolphe le 21 août 1858, le jeune couple entama un voyage en Italie, au cours duquel la princesse contracta la fièvre typhoïde qui lui fut fatale. 
Elle mourut à Monza le 15 septembre à l'âge de 18 ans et 4 mois laissant veuf l'archiduc qui en avait 25.
Son cœur repose à la chapelle curiale d’Innsbrück.

## Sources
- (de) Cet article est partiellement ou en totalité issu de l’article de Wikipédia en allemand intitulé « Margarete von Sachsen » (voir la liste des auteurs).

- (en) Cet article est partiellement ou en totalité issu de l’article de Wikipédia en anglais intitulé « Princess Margaretha of Saxony » (voir la liste des auteurs).

- (it) Cet article est partiellement ou en totalité issu de l’article de Wikipédia en italien intitulé « Margherita di Sassonia » (voir la liste des auteurs).

- genroy.free.fr